# 高麗毅宗
高麗毅宗（：／ Goryeo Uijong；1127年—1173年），姓王，諱晛（：／ Wang Hyeon），高麗國的第18代君主（1146年—1170年在位），初名王澈（：／ Wang Cheol）。死後廟號毅宗，諡號剛果莊孝大王（：／ Ganggwa janghyo daewang），葬於禧陵。
王晛是高麗仁宗王楷的長子，為恭睿王后任氏所生。在他擔任太子的時候，高麗仁宗曾懷疑其能力不足，曾一度考慮將其廢去太子之位。
1146年，仁宗駕崩，由太子王晛繼位，是為毅宗。毅宗在位期間，貪圖遊山玩水，親近文臣，例如許洪材、李復基、韓賴、金敦中等有文采的文臣都受到了寵信。相對地，武臣則受到了疏遠甚至歧視。當時高麗王朝的政策本身就是重文輕武的，毅宗的行為更加激化了文臣與武臣之間的矛盾。
1170年，毅宗率群臣出遊，到達和平齋。文臣與武臣都隨駕出行，但文臣同毅宗一起飲酒對詩作樂，武臣卻在外面擔任警衛任務。李義方、李高等人武臣對此非常不滿，欲盡誅文臣以洩憤。毅宗得知武臣的不滿後，為了平息他們的憤怒，到達普賢院之後，特意召武臣中的最高官員大將軍李紹膺前來表演五兵手搏戲，以示恩寵，但毅宗寵信的文臣韓賴卻當著眾人的面羞辱了他。文臣與武臣的矛盾終於爆發，李紹膺、李義方、李高、鄭仲夫等武臣發動兵變，盡殺韓賴、金敦中等文臣。李高、蔡元欲弑毅宗，但被梁淑阻止。於是鄭仲夫逼毅宗到軍器監，太子王祈到迎恩館。不久武臣們廢黜了毅宗，迎翼陽公王晧即位，是為高麗明宗。武臣們大多兼任了文臣在朝廷中的官職，高麗歷史進入了武人時代。
1173年八月，文臣金甫當發動叛亂，派張純錫、柳寅俊前往毅宗流放地巨濟縣，圖謀迎立毅宗復位。鄭仲夫、李義方得知此事後，派李義旼、朴存威帶兵前往阻止，將張純錫、柳寅俊等人全部劫殺於雞林，劫持了毅宗到坤元寺北淵上。李義旼獻酒數盃，隨後拉斷毅宗的脊椎骨將其殺害。朴存威將屍體用褥包裹，裝入釜中，棄之於淵中。前副戶長弼仁等人秘密收葬了毅宗的屍體。後改葬於禧陵。

## 家庭

### 兄弟
- 高丽明宗王晧
- 高丽神宗王晫

### 子女

#### 子
1. 孝靈太子 王祈 (莊敬王后金氏生)

#### 女
| 稱號     | 生卒年 | 生母         | 配偶        | 備註 |
| -------- | ------ | ------------ | ----------- | ---- |
| 敬德宮主 |        | 莊敬王后金氏 | 司空 王評   |      |
| 安貞宮主 |        | 莊敬王后金氏 | 咸寧伯 王璞 |      |
| 和順宮主 |        | 莊敬王后金氏 | 廣陵公 王沔 |      |

| 高麗毅宗        |                            |                 |
| 前任： 高麗仁宗 | 高麗王朝國王 1146年—1170年 | 繼任： 高麗明宗 |